# Línea F5 (AUVASA)
La línea F5 de AUVASA sale del barrio vallisoletano de Belén, en las cercanías del Campus Miguel Delibes y el apeadero de Valladolid-Universidad, pasa por el entorno del Hospital Clínico y el centro de la ciudad y se dirige hacia el Estadio José Zorrilla. Solo circula en días en los que el Real Valladolid juega partidos en casa.

## Frecuencias
| DÍA             | LUGAR DE SALIDA       | HORARIO                                 |
| --------------- | --------------------- | --------------------------------------- |
| Días de partido | Belén                 | Una hora antes del comienzo del partido |
| Días de partido | Estadio José Zorrilla | Al finalizar el partido                 |

## Paradas
Nota: Al pinchar sobre los enlaces de las distintas paradas se muestra cuanto tiempo queda para que pase el autobús por esa parada.
| Hacia Estadio Zorrilla                                  | Correspondencia con líneas:      |
| ------------------------------------------------------- | -------------------------------- |
| Avda. Valle Esgueva 87 esq. Pº Belén                    | 8                                |
| Avda. Valle Esgueva 41 fte. Económicas                  | 8                                |
| C/ Madre de Dios 29 fte. Facultad de Comercio           | 8                                |
| C/ Madre de Dios 15                                     | 8 B3                             |
| C/ Chancillería 5                                       | 2 B1                             |
| C/ Angustias 5 Teatro Calderón                          | 1 2 B1                           |
| Pza. Universidad esq. López Gómez                       | 1 2 B1                           |
| Pza. España Bola del Mundo                              | 1 2 4 7 8 B1 B3 F4               |
| C/ Doctrinos 12 esq. María de Molina                    | 3 4 5 6 8 24 B2 B3 F3 F4         |
| Avda. Miguel Ángel Blanco 2 fte. Pza. del Milenio       | 3 6 8 B2 B3 F3 F4                |
| C/ Joaquín Velasco Martín 20 esq. Francesco Scrimieri   | 8 B3 F3                          |
| C/ Joaquín Velasco Martín 54 fte. Polid. Huerta del Rey | 8 B3 F3                          |
| Avda. Mundial 82 Estadio José Zorrilla                  | F1 F2 F3 F4 F6                   |
| Hacia Barrio Belén                                      |                                  |
| Avda. Mundial 82 Estadio José Zorrilla                  | F1 F2 F3 F4 F6                   |
| C/ Joaquín Velasco Martín 9 Polid. Huerta del Rey       | 8 B3 F3                          |
| C/ Joaquín Velasco Martín 3 Col. La Inmaculada          | 3 6 8 B3 F3 F4                   |
| C/ Joaquín Velasco Martín 1 esq. Gloria Fuertes         | 3 8 B3 F3 F4                     |
| Pza. Poniente fte. Jorge Guillén                        | 1 3 4 6 8 24 B2 B3 B4 F3 F4      |
| Pza. Fuente Dorada                                      | 1 2 3 4 6 8 24 B2 B3 B4 B5 F3 F4 |
| C/ Bajada de La Libertad 10 fte. Teatro Calderón        | 1 2 24 B1                        |
| Avda. Ramón y Cajal 3 Hosp. Clínico                     | 1 2 8 17 24 B1                   |
| C/ Chancillería 4 Biblioteca Reina Sofía                | 8                                |
| C/ Madre de Dios 20 Facultad de Comercio                | 8                                |
| Avda. Valle Esgueva 6 Económicas                        | 8                                |
| Avda. Valle Esgueva fte. 81 esq. Incienso               | 8                                |